# Andamaner

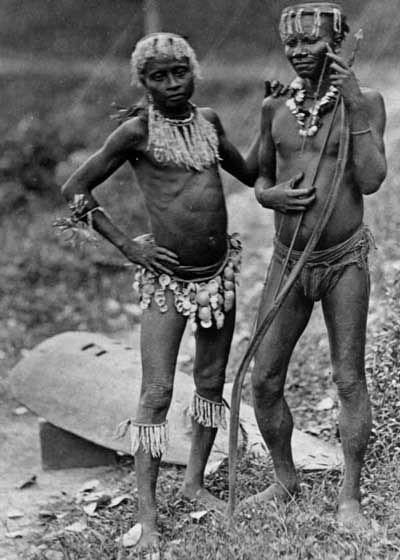
Groß-Andamanesische Jäger; eines der ersten und ältesten Bilder der Andamaner.

Die Andamaner sind die in mehrere Ethnien geteilte Urbevölkerung der Andamanen, die sprachlich, kulturell und auch physisch miteinander verwandt sind. Sie sprechen andamanische Sprachen. Es wird allgemein angenommen, dass die Indigene Bevölkerung Indiens nahe mit den Andamanern verwandt war, bevor sie sich mit anderen Völkern (speziell den Sprechern der indo-arischen Sprachen) vermischten.

## Herkunft
Die Andamaner gelten als die ursprünglichen Bewohner der Andaman-Inseln. Es wird angenommen, dass sie von derselben Bevölkerungsgruppe abstammten, die sich am Festland Asiens zu den Vorfahren heutiger Südasiaten (Inder) entwickelte, jedoch ohne die vorhandenen äußeren Einflüsse, wie etwa die Migration Indogermanisch-sprachiger Völker.

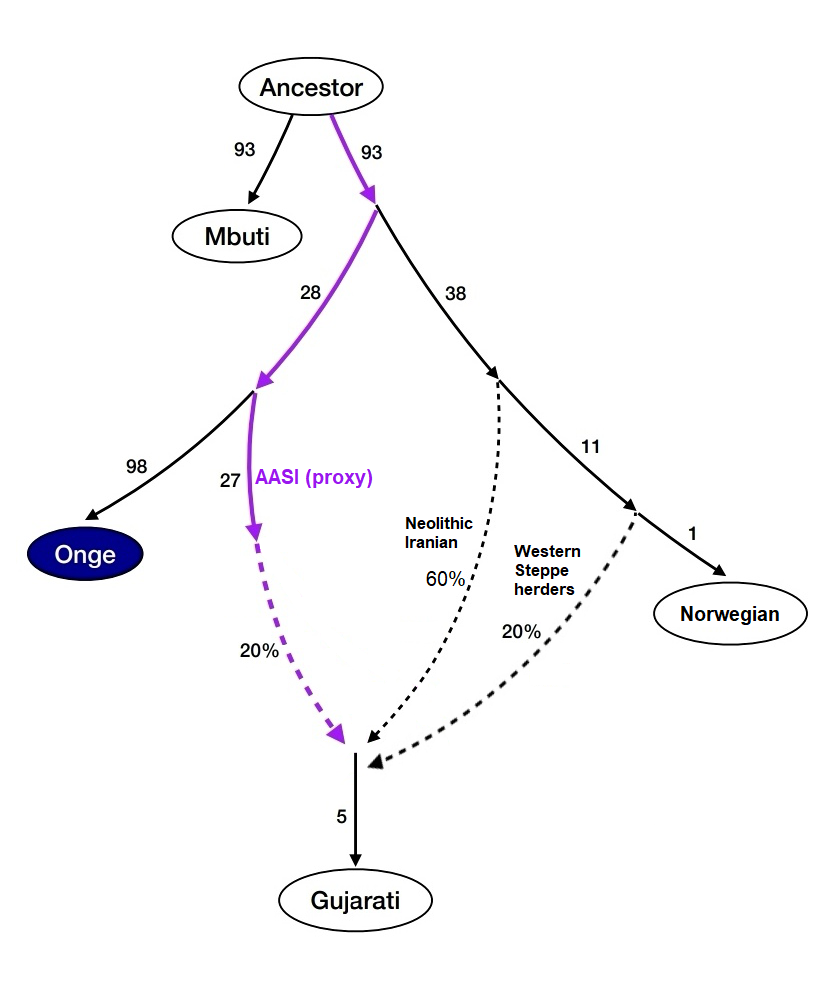
Modell der genetischen Herkunft heutiger Inder.

Laut genetischen Studien waren die Andamaner, oder eine nahe verwandte Gruppe, auch in Indien heimisch, bevor sie sich mit anderen Völkern vermischten beziehungsweise verdrängt wurden. Laut einigen genetischen Studien können heutige Inder, vor allem die Adivasi, etwa 30–80 % ihrer DNA auf die Andamaner oder einer nahen Verwandten Gruppe zurückführen. Die Andamaner sowie die Indigenen Südasiaten sind ebenfalls weitschichtig mit heutigen Ostasiaten und Ozeaniern verwandt.
Die Andamaner besiedelten ihre heutige Heimat vor etwa 26.000 Jahren, ausgehend von Indien, und wurden anschließend weitgehend von anderen Völkern isoliert.

## Kultur
Die Kultur der Andamaner baut auf Jäger-und-Sammler-Prinzipien auf und ähnelt den Kulturen anderer Negritos sowie einigen indigenen Stämmen in Indien.

### Religion
Die Andamaner folgen einer animistischen Religion, welche großen Wert auf Ahnenverehrung legt.

## Gruppen
Die vier noch existierenden Ethnien sind die Groß-Andamaner, die Jarawa, die Onge sowie die völlig isoliert auf North Sentinel Island lebenden Sentinelesen. Indien verpflichtete sich, diese Menschen zu schützen, und Fremden ist laut einem Gesetz die Kontaktaufnahme verboten. Alle Gruppen leben äußerst zurückgezogen. Gezählt wurden laut der Gesellschaft für bedrohte Völker im Jahr 2006:
- 51 Groß-Andamaner,
- 322 Jarawa,
- 99 Onge und
- 100 Sentinelesen.

1974 schrieb der Autor Heinrich Harrer nach einem Besuch der Inseln unter anderem
- die Sentinelesen haben, auf ihrem Eiland isoliert, ihre Ursprünglichkeit bewahren können....Niemand kennt ihre Lebensgewohnheiten oder gar ihre Sprache.
- Die Jarawa führen...ein halbnomadisches Leben in den Wäldern der Westküste von Mittel- und Süd-Andaman.
- Die Onge ... arbeiten...in Kokos-Plantagen.....den Männern schwatzten die Inder Penis-Stoffhüllen (und damit ein Hygiene-Problem) und als weitere Fortschritts-Utensilien Plastikeimer und Regenschirme auf.
- Die Groß-Andamaner..., 4000 vor einem Jahrhundert, sind nur mehr ein Grüppchen von 23 lethargischen Menschen, unfähig geworden, Kinder zu zeugen, und von den Indern notdürftig in einem Reservat versorgt.